# مهندرا پراتاپ
راجا مهندرا پراتاپ سینگ (هندی: राजा महेन्द्र प्रताप सिंह؛ ۱ دسامبر ۱۸۸۶–۲۹ آوریل ۱۹۷۹) مبارز آزادیخواه، روزنامه‌نگار، نویسنده و اصلاح‌طلب اجتماعی انقلابی مارکسیستی هند و رئیس‌جمهور اولین دولت موقت هند بود. او همچنین هیئت اجرایی هند در ژاپن را در سال ۱۹۴۰ در طول جنگ جهانی دوم تشکیل داد. وی همچنین در سال ۱۹۱۱ به همراه دانشجویان خود در کالج MAO در جنگ بالکان شرکت کرد. برای به رسمیت شناختن خدمات وی و تقدیر و تجلیل از مقام او، دولت هند به احترامش تمبرهای پستی صادر کرد.

## زندگی
پراتاب در ۱ دسامبر ۱۸۸۶ میلادی در یک خانواده شاهنشاهی JAT در ایالت مورسان در منطقه هاتراس اوتار پرادش متولد شد. وی فرزند سوم راجا قانسیام سینگ بود. در سن سه سالگی، راجا هانارایان سینگ هاتراس وی را به عنوان پسرش پذیرفت. وی در سال ۱۹۷۹ میلادی درگذشت.

## تحصیلات
در سال ۱۸۹۵ در دبیرستان دولتی در علیگر پذیرفته شد. در اینجا وی تحصیلات خود را تحت ریاست انگلیس و معلمان مسلمان ادامه داد اما درس او ناقص باقی ماند. این امر سبب شد تا وی به فکر تأسیس یک مؤسسه آموزشی بیفتد و در نهایت مؤسسه فنی پریم مهاویلیایا را در کاخ خود در وریندوان در ۲۴ مه ۱۹۰۹ تأسیس کرد.

## نامزدی جایزه نوبل
وی در سال ۱۹۳۲ برای دریافت جایزه صلح نوبل کاندید شد. دلیل کاندید شدن وی، تأسیس یک مؤسسه آموزشی در ملک شخصی خود و تلاش برای پیشرفت علم و آگاهی بود.

## نهضت آزادی
به رغم اعتراضات پدر و مادرش، پراتاپ در سال ۱۹۰۶ برای شرکت در جلسه کنگره به کلکته رفت و با چندین رهبر درگیر در جنبش سوادشی ملاقات کرد و تصمیم گرفت برای ارتقاء صنایع کوچک با کالاهای بومی و صنعتگران محلی تلاش‌های پراهمیتی بکند. پس از تلاش صادقانه برای آزادسازی سرزمین مادری‌اش، در ۲۰ دسامبر ۱۹۱۴ در ۲۸ سالگی، پراتاپ برای سومین بار هند را ترک کرد، با این آرزو که با دستیابی به پشتیبانی خارجی، هند را از حاکمیت استعمار انگلیس آزاد کند.

## دولت موقت هند
در تاریخ ۱ دسامبر ۱۹۱۵ و در جنگ جهانی اول، پراتاپ اولین دولت موقت هند را در کابل در افغانستان به عنوان یک دولت در تبعید و با شعار هندوستان آزاد تأسیس کرد؛ در این دولت، وی به عنوان رئیس‌جمهور، مولوی برکت‌الله به عنوان نخست‌وزیر و مولوی اباعبدالله سندی به عنوان وزیر کشور بر رأس امور بودند. نیروهای ضد انگلیس نیز از نهضت وی حمایت کردند.